# Grace Julia Parker Drummond
Pour les articles homonymes, voir Drummond.
Grace Julia Parker Drummond (17 décembre 1860 - 10 juin 1942) est une philanthrope canadienne et membre du conseil consultatif de la « Montreal Parks and playgrounds Association ». Elle est décorée pour son action pendant la Première Guerre mondiale.

## Biographie
Grace Julia Parker est née à Montréal, au Canada. Elle est la fille d'Alexander Davidson Parker et de Grace Gibson Parker. Ses deux parents sont nés en Écosse. (Parce qu'elle et sa mère partagent un prénom, elle s'appelait Julia ou Grace Julia).

### Carrière
Julia Parker Drummond est la première présidente de la branche montréalaise du Conseil national des femmes du Canada (1893-1899) et contribue à la fondation de la branche montréalaise des infirmières de l'Ordre de Victoria en 1899. Elle est présidente de la Charity Organization Society de la ville de Montréal de 1911 à 1919. Elle est directrice de la «Woman's Historical Society» et conseillère auprès de l'Association des parcs et terrains de jeux de Montréal. Elle lutte contre les injustices sociales et exprime la validité de la place des femmes en politique, notamment le droit de vote des femmes.
Lors de la Première Guerre mondiale, Grace Julia Parker Drummond se trouve à Londres. Elle occupe un poste de chef du Bureau de l'information à la Croix-Rouge canadienne. Elle relaie des informations aux familles des soldats disparus et blessés,. Elle organise de l'aide aux logements et d'autres formes de soutien pour les soldats canadiens hospitalisés ou en permission à Londres. Elle est décorée par le gouvernement français, la Croix-Rouge serbe et la Croix-Rouge britannique pour son investissement en temps de guerre. Elle reçoit également un diplôme honorifique de l'Université McGill, en reconnaissance de son service communautaire à Montréal. En 1923, le Winnipeg Tribune la nomme l'une des « 12 plus grandes femmes canadiennes » pour son travail effectué à la Croix-Rouge.
La famille Drummond accueille de nombreux visiteurs prestigieux dans leur demeure de Montréal, entre autres, la chanteuse d'opéra Emma Albani et Lord et Lady Minto.

### Vie privée
Julia Parker se marie à deux reprises, d'abord à Londres en 1879, avec le révérend George Hamilton, décédé en 1880. Veuve à 19 ans, elle se remarie avec George Alexander Drummond, un sénateur canadien. En plus des sept enfants issus du premier mariage de George, elle a deux fils avec Drummond: Julian Drummond décède jeune et Guy Drummond décède à Ypres en 1915, pendant la Première Guerre mondiale,. Grace Julia Parker Drummond est à nouveau veuve en 1910. Elle meurt en 1942, à l'âge de 82 ans. Les archives de la famille Drummond sont archivés au Musée McCord.